# Zănoaga - Lucăcilă
Zănoaga - Lucăcilă este o arie protejată de interes național ce corespunde categoriei a IV-a IUCN (rezervație naturală de tip mixt) situată în județul Dâmbovița, pe teritoriul administrativ al comunei Moroeni.

## Localizare
Aria naturală cu o suprafață de 259,40 hectare se află în extremitatea nordică a județului Dâmbovița, în bazinul superior al Ialomiței, în sud-vestul lacului Bolboci, lângă rezervația naturală Orzea - Zănoaga.

## Descriere
Rezervația naturală a fost declarată arie protejată prin Legea Nr.5 din 6 martie 2000 (privind aprobarea Planului de amenajare a teritoriului național - Secțiunea a III-a - zone protejate) și este înclusă în suprafața teritorială a Parcului Natural Bucegi. Aria naturală reprezintă o zonă montană, cu un relief carstic și endocarstic constituit din cheiuri (Zănoaga Mare și Zănoaga Mică declarate monumente naturale), abrupturi stâncoase, izvoare, văii, doline, lapiezuri, versanți calcaroși și  peșteri; cu păduri, pajiști și goluri alpine ce adăpostesc o mare varietate de floră și faună specifică Meridionalilor.